# 彭师暠
彭師暠，又作彭师杲，五代十国马楚、南唐将领。
彭師暠原为辰州（治今湖南沅陵县）土官，溪州（治今湖南永顺县东南）刺史彭仕愁（彭仕然）的儿子。文昭王马希范時，彭仕愁命彭師暠率諸蠻降楚，马希范迁徙溪州於便地，表彭仕愁刺史如故。楚王马希广在位时，以其为强弩指挥使、辰州刺史。马希广对彭師暠待遇有加，彭師暠常想要爲马希广赴死。马希萼引兵攻打長沙，彭師暠登城而望，对马希广说：“武陵兵驕，其勢易破。請令許可瓊在山前列阵，臣以步兵三千从巴溪渡江至岳麓山後，夜擊马希萼，可以把他擒获。”許可瓊有二心，说：“彭師暠與梅山諸蠻都是蛮夷，可以相信吗？”不久，長沙陷落，彭師暠投槊請死，马希萼嘉其忠，将他笞背，罷爲民。彭師暠将马希广葬在瀏陽門外，又心懷马希萼不殺之恩。次年，马希崇战败马希萼，将他俘虏。马希崇认为彭師暠與马希萼有舊怨，自己避殺兄之名，於是命彭師暠把马希萼囚禁在衡山。彭師暠歎道：“马希崇留後想让我弑君吗！”至衡山，与廖偃護視马希萼非常恭谨，未失人臣之禮。马希崇不高兴，召马希萼歸長沙，彭師暠與廖偃奉马希萼爲衡山王。後歸南唐，廖偃战死，彭師暠担任殿直都虞候，之后去世。